# Hermodor (poeta)
Hermodor (en grec antic: Ἑρμόδωρος, llatí: Hermodorus) va ser un poeta de l'antiga Grècia conegut per un poema inclòs en la Garlanda de Melèagre que li és atribuït. Es tracta d'un epigrama dedicat a l'Afrodita de Cnidos. Per altra banda, Estobeu cita un fragment de dues línies que atribueix a Hermòdot, i que tal vegada és un error per Hermodor.